# Pour Sacha
Pour plus de détails, voir Fiche technique et Distribution.
Pour Sacha est un film français réalisé par Alexandre Arcady, sorti en 1991, avec Sophie Marceau, Richard Berry, Gérard Darmon. Il a été adapté en un roman du même nom publié aux éditions Fayard le 27 mars 1991, coécrit par Alexandre Arcady et Pierre Malvine.

## Synopsis
À la veille de la guerre des Six Jours en 1967, trois amis d'enfance, Simon, Michel et Paul, se rendent en Israël pour les vingt ans de Laura (Sophie Marceau), leur amie d'enfance dont ils sont tous amoureux ; celle-ci vit désormais le grand rêve dans un kibboutz avec Sacha (Richard Berry), l'homme qu'elle aime. Il est aussi leur ancien professeur de philosophie à Paris, non-violent devenu parachutiste dans l'armée israélienne.
Paul, de parents russes non juifs, s'intègre assez bien dans ce kibboutz d'origine russe, qui accueille aussi bien les travailleurs arabes que les volontaires européens. Michel drague toutes les célibataires. Seul Simon semble impénétrable à l'ambiance mêlée de peur et d'espoir, et provoque régulièrement ses interlocuteurs en parlant de non-violence et des massacres de Palestiniens par les forces israéliennes. Sacha demande Laura en mariage le soir de son anniversaire. Mais ce même soir, Simon reproche à Laura la mort de Myriam, une de leurs amies étudiantes, qui s'était suicidée le jour de son propre anniversaire.
Le lendemain de l'anniversaire, la guerre des Six Jours éclate, et Sacha, comme tout soldat israélien, doit partir à la bataille. Après une bagarre avec Simon, il lui explique que Myriam était amoureuse de lui, et qu'il avait décidé de ne plus répondre à ses avances, deux semaines avant le suicide. Pendant ce temps, en France, David Malka, le frère de Myriam, avocat pro-sioniste, prépare la venue de personnalités françaises dans l'Israël menacé. Sa mère lui confie la dernière lettre écrite par Myriam pour Sacha, et lui demande de la remettre en main à son destinataire.
Au kibboutz, les travailleurs arabes se voient refuser l'entrée du camp par les militaires, à la grande honte de Laura. Sacha écrit à Laura régulièrement du front à Jérusalem-Est. À la suite d'un coup de tête, Simon a été blessé par l'explosion d'une mine. Le kibboutz est bombardé et attaqué ; Sacha est tué au pied du mur des Lamentations. Mais la victoire arrive, et le kibboutz retrouve ses activités habituelles. On remet à Laura les affaires de Sacha, dans laquelle elle retrouve une photo de Sacha et Myriam, avec un mot d'amour de celle-ci. À l'enterrement de Sacha, David Malka lui remet la dernière lettre de Myriam, « Pour Sacha », que Laura jette sans lire dans la tombe. Dans cette lettre, Myriam annonce son suicide, qu'elle lie à son désir de ne pas grandir et faire souffrir Sacha et Laura. Celle-ci décide de partir du kibboutz, accompagner le photographe Steve pour un reportage photo. Michel, Paul et Simon restent seuls avec les affaires de Sacha.

## Fiche technique
- Réalisation : Alexandre Arcady
- Scénario : Alexandre Arcady, Daniel Saint-Hamont et Antoine Lacomblez
- Photographie : Robert Alazraki
- Musique : Philippe Sarde
  - Paroles et musique de la chanson Laura par Guy Béart[1]
  - Jérusalem d'or de Naomi Shemer
- Montage : Martine Barraqué
- Durée : 114 minutes
- Date de sortie : 10 avril 1991 (France)

## Distribution
- Sophie Marceau : Laura
- Richard Berry : Sacha
- Fabien Orcier : Paul
- Niels Dubost : Simon
- Frédéric Quiring : Michel
- Jean-Claude de Goros : Dan Chemtov
- Gérard Darmon : David Malka
- Yaël Abecassis : Judith
- Shlomit Cohen : Myriam Malka
- Emmanuelle Riva : Mme Malka
- Amit Goret : Steve
- Pierre Abbou : officier israélien
- Ayelet Zurer : Shoshana
- Nissin Zohar : le Maskir
- Salim Dau : Wallid
- Ezrah Kafri : le colonel
- Amit Doron : Salomon
- Tali Atzmon : institutrice
- Michal Yanai : Anglaise 1
- Tami Tzafrir : Anglaise 2
- Ilan Zaoui : musicien
- Pazit Nuni : femme de Walid
- Zeev Akotonas : accordéoniste
- Gab Bin-Nun : archéologue
- Miki Brosh : violoniste
- Shlomo Maman : groupe de danse
- Ofer Lelouch : le colonel
- Sammy Layani : soldat 1
- Tony Egry : soldat 2
- Cameron Watson : soldat 3
- Christian Fella : officier syrien